# Принцип д’Аламбера
Принцип д’Аламбера (принцип кинетостатики) или (принцип Германа — Эйлера — Д’Аламбе́ра) — в механике: один из основных принципов динамики, согласно которому, если к заданным (активным) силам, действующим на точки механической системы, и реакциям наложенных связей присоединить силы инерции, то получится уравновешенная система сил.
Назван по имени французского учёного Жана Д’Аламбера, который впервые сформулировал рассматриваемый принцип в сочинении «Динамика» (1743).
Принцип Даламбера (определение): если к действующей на тело активной силе и реакции связи приложить дополнительную силу инерции, то тело будет находиться в равновесии (сумма всех сил, действующих в системе, дополненная главным вектором инерции, равна нулю).
Согласно данному принципу, для каждой i-той точки системы верно равенство {\displaystyle F_{i}+N_{i}+J_{i}=0}, где {\displaystyle F_{i}} — действующая на эту точку активная сила, {\displaystyle N_{i}} — реакция наложенной на точку связи, {\displaystyle J_{i}} — сила инерции, численно равная произведению массы {\displaystyle m_{i}} точки на её ускорение {\displaystyle a_{i}} и направленная противоположно этому ускорению ({\displaystyle J_{i}=-m_{i}a_{i}}).
Фактически, речь идёт о выполняемом отдельно для каждой из рассматриваемых материальных точек переносе слагаемого ma справа налево во втором законе Ньютона ({\displaystyle F=ma\Rightarrow F-ma=0}) и нареканию этого слагаемого Д’Аламберовой силой инерции.
Для МС: При движении материальной системы относительно инерциальной системы отсчета под действием активных и пассивных сил, эти пассивные силы, в каждый момент времени таковы, как если бы система находилась в равновесии, под действием этих активных сил, пассивных сил и сил равных силам инерции, приложенным к каждой точке материальной системы.
Принцип Д’Аламбера позволяет применить к решению задач динамики более простые методы статики, поэтому им широко пользуются в инженерной практике; на данном принципе основан т. н. метод кинетостатики. Особенно удобно им пользоваться для определения реакций связей в случаях, когда закон происходящего движения известен или найден из решения соответствующих уравнений.
Разновидностью принципа Д’Аламбера (причём найденной несколько раньше) является принцип Германа — Эйлера.